# Kapituła kolegiacka w Środzie Wielkopolskiej

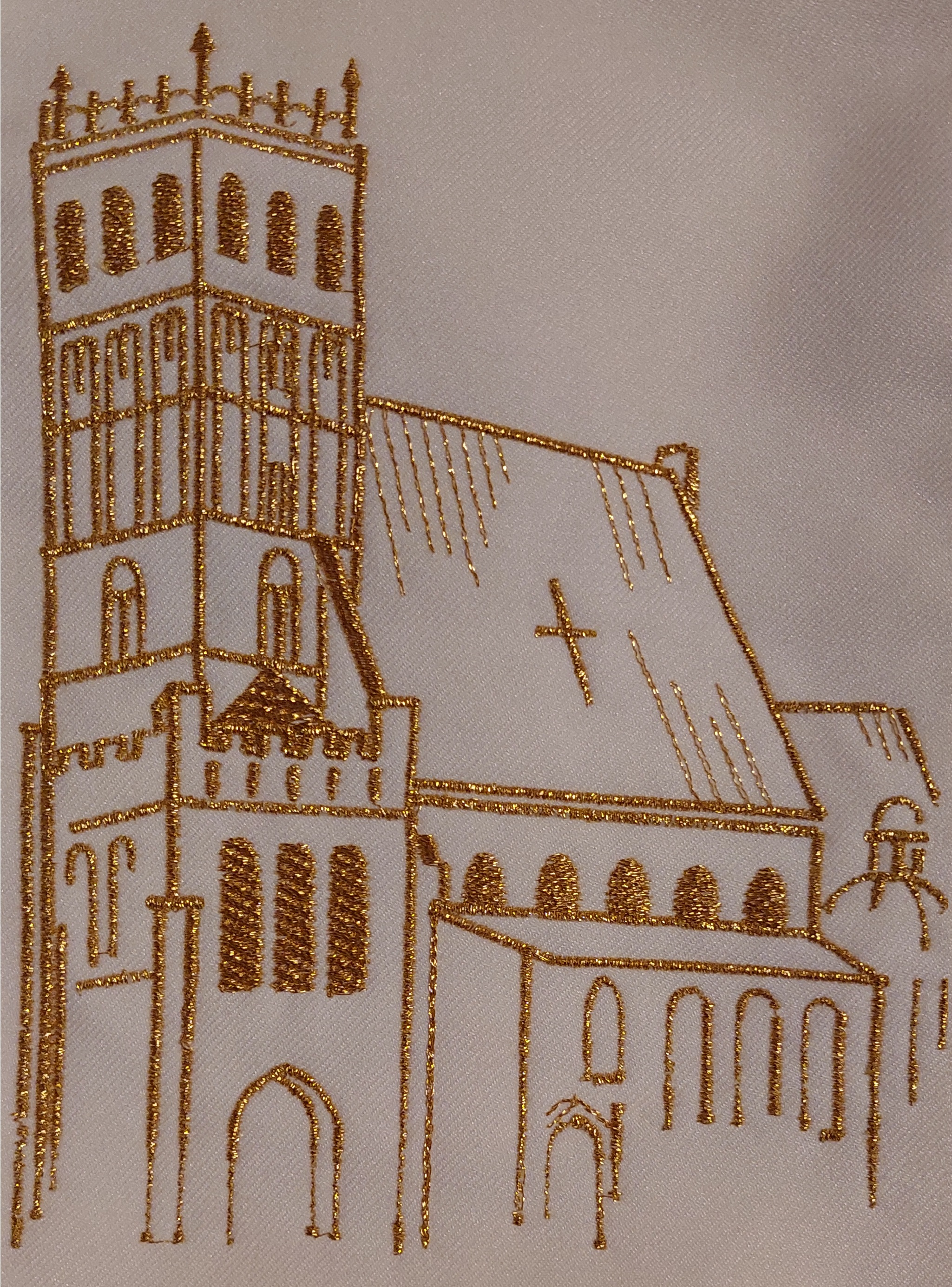
Przedstawienie kościoła kolegiackiego w Środzie Wielkopolskiej ze stuły jubileuszowej ks. infułata Aleksandra Raweckiego

Kapituła kolegiacka w Środzie Wielkopolskiej – jedna z kapituł w archidiecezji poznańskiej, druga w starszeństwie po kapitule katedralnej, ufundowana w XV wieku przez króla Władysława Jagiełłę. Kościołem kapitulnym jest kościół pw. Wniebowzięcia Najświętszej Maryi Panny w Środzie Wielkopolskiej.

## Erygowanie kapituły
Według niepisanej tradycji do powstania kapituły kolegiackiej w Środzie miało przyczynić się wydarzenie opisane przez Jana Długosza. W 1419 król Władysław Jagiełło wracał ze swoim orszakiem z Poznania do Krakowa. Po drodze, we wsi Tulce, w orszak królewski uderzył piorun. Zginęło dwóch królewskich służących oraz ponad dziesięć koni. Sam król nie doznał poważniejszego uszczerbku na zdrowi, choć – według kronikarza – miał na moment stracić przytomność. Jak wyjaśnia Długosz, całe wydarzenie było rozpatrywane jako znak od Boga albo z powodu ślubu króla z Elżbietą Granowską, albo z powodu wątpliwości króla na temat wiary. Po wszystkim Jagiełło złożył obietnicę ufundowania, jako dziękczynienie, kolegium kanoników.
Środa, jako miasto królewskie, obdarzona była przez polskich królów szczególnymi względami. Po fundacji miasta na prawie niemieckim przed 1233 rokiem, wybudowano także nowy kościół pod wezwaniem Wniebowzięcia Najświętszej Maryi Panny. Przy kościele istniała już wówczas plebania, którą król – jako patron – obdarzał znaczne osobistości ze swego dworu lub kancelarii.
Pierwsze próby erygowania kolegiaty znane są od dnia 11 listopada 1421, gdy mieszczka Anna, wdowa po Mikołaju Anderlinie, wyznaczyła pełnomocnika przez konsystorzem w Poznaniu w sprawie darowizny na rzecz powstania albo kolegium mansjonarzy albo kanoników w Środzie. Ten fakt zbiega się ze staraniem miejscowego proboszcza i kanonika poznańskiego Bartłomieja Rynka (zm. 1426). Ks. Rynek gotów był z własnego majątku ufundować i uposażyć kapitułę kolegiacką.
Prośba ks. Rynka skierowana została do króla Władysława Jagiełły, a ten przekazał ją prymasowi Mikołajowi Trąbie i biskupowi poznańskiemu Andrzejowi Łaskarzowi z Gosławic. Ponieważ biskup Łaskarz musiał wyjechać na sobór do Pawii, dokument erygujący kolegiatę wystawił 13 listopada 1423  Mikołaj Kicki, archidiakon poznański.
Kapituła składała się z prepozytury, dziekanii i pięciu kanoników.
Zatwierdzenie kapituły nastąpiło: przez patrona, czyli króla Władysława Jagiełłę, 17 lipca 1425; przez stronę kościelną, czyli biskupa poznańskiego Stanisława Ciołka, 20 listopada 1428.
W kolejnych latach kapituła będzie się składała z trzech prałatur: prepozyta, dziekana i kustosza, oraz siedmiu kanonikatów, w tym dwa z uposażenia dóbr parafii w Murzynowie Kościelnym.
Prawo prezenty na poszczególne urzędy przysługiwało: królowi – na prepozyta; magistratowi miasta Środy – na dziekana; kapitule (dziekanowi i kanonikom) – na kustosza oraz na cztery kanonikaty ( fundacji Brodowo, Piątkowo i dwa Murzynowo Kościelne); rodzinom Kamieńczyków (Kamienicznych?) i Wronowskich (Wnorowskich?) – na dwa kanonikaty, Naramowskim, a później Szylingom – na jeden kanonikat.

## Kapituła przez wieki
Prepozyt kapituły, który był także proboszczem, nie rezydował zazwyczaj w Środzie.
Troskę o duszpasterstwo przy kościele kolegiackim powierzono dziekanowi oraz kustoszowi. Poza tym w parafii miało być dwóch wikariuszy: jeden utrzymywany przez kapitułę i jeden utrzymywany przez proboszcza.
Z wyjątkiem prepozytów nie znamy bliżej składu osobowego kapituły.
Reforma składu kapituły nastąpiła pod koniec XVIII wieku. Biskup Ignacy Raczyński potwierdził istnienie trzech prałatur: prepozyta, dziekana i kustosza oraz trzech kanonikatów. Jeden kanonik miał stale rezydować w Murzynowie Kościelnym.
W 1829 prepozyt średzki, ks. Teofil Wolicki, został wyniesiony na stolice biskupie w Gnieźnie i Poznaniu. Wówczas kapituła składała się już tylko z kustosza i jednego kanonika.
W 1839 z kapituły pozostał tylko proboszcz i prepozyt, ks. Marceli Weychan. W okresie zaborów nie było nowych nominacji do kapituły.
Wraz ze śmiercią ks. Weychana w roku 1890 kapituła przestała istnieć. Zgodnie jednak z ustawodawstwem kościelnym, wygaśnięcie fundacji kapituły następuje po stu latach od śmierci ostatniego kanonika. We wtorek, 5 czerwca 1962, arcybiskup Antoni Baraniak ponownie reaktywował kapitułę w Środzie poprzez mianowanie i instalację nowych kanoników. W jej skład weszło wówczas czterech kanoników gremialnych oraz trzech kanoników honorowych.

## Prepozyci
- Bartłomiej Rynek (1423–1426)
- Władysław Oporowski (1426–1448)
- Stanisław Pleszewski (1448–1494)
- Bernard Lubrański (1494–1499)
- Paweł Szydłowiecki (1500–1505)
- Mikołaj Żukowski (1506–1509)
- Jan Łaski (1509–1510)
- Mikołaj Żukowski (1510)
- Andrzej Krzycki (1510–1527)
- Mikołaj Jaktorowski[4] (1527–1539)
- Jakub Wedelicki z Obornik (1539–1555)
- Piotr z Poznania (1555–1569)
- Jan Ventricius (1569–1584)
- Piotr Lilia (1585–1604)
- Maciej Łubieński (1606–1627)
- Stanisław Sierakowski (1627–1636)
- Krzysztof Charbicki (1636–1638)
- Wojciech Czaplic[5] (1639–1642?)
- Mikołaj Gostinius (-1662?)
- Józef Melchior Cielecki[6] (1699-1710)
- Stanisław Kierski (1710-1730)
- Józef Wojciech Madaliński (1730-1736)
- Stefan Madaliński (1736-1740)
- Jan Korybut Woroniecki[7] (1740-1771)
- Józef Kajetan Wasielewski (1771-1790)
- Józef Onufry Okęcki[8] (1790–1793)
- Teofil Wolicki (1794–1828)
- Marceli Weychan (1830–1890)
- Jan Krajewski (1962–1990)
- Aleksander Rawecki (1992–2016)
- Janusz Śmigiel (2016–)

## Dziekani[6]
- Łukasz z Poznania
- Jan Razek (około 1527)
- Michał Sławiński (Sławieński?; 1567–1570)
- Andrzej Maciejewicz (1679-1703)
- Franciszek Balcerowicz (1703-1709)
- Maciej Szymański (1710-1735)
- Franciszek Moliński (1735-1765)
- Daniel Ansiewicz[9] (1816–1828)
- Szymon Ullin (1839?–1843 lub 1844)
- Teofil Kegel (1847)

## Kustosze[6]
- vacat 1698-1702
- Ludwik Bogurski (1702-1708)
- Jakub Mędelski (1708-1735)
- Michał Leporowski (1735-1740)
- Jakub Józef Goździcki (1740-1751)
- Daniel Ansiewicz[9] (1803–1816)
- Antoni Leporowski

## Kanonicy
- Jakub Wygonowski (XV w.; być może od 1433)
- Andrzej Jagat (XV w.)
- Stanisław (zm. w 1449)
- Mikołaj Hesken z Kościana (XV w.; być może od 1454)
- Mikołaj Sobocki (XV w.)
- Mikołaj Peszel XV w.)
- Paweł Peszel (zm. w 1465)
- Mikołaj Czepel[10] (XVI w.)
- Maciej Baranek (XVI w.)
- Michał Kowalewski (XV w.)
- Jan Rybiński (XVI w.)
- Jan Siekierzecki (XVI w.)
- Tomasz Goczałkowski (XVI w.– zm. 1525)
- Wojciech z Osiecznej (XVI w.)
- Stanisław Gerlin (XVI w.)
- Stanisław Mielżyński (XVI w.)
- Maciej Vinaritius Winiarzewicz (XVI w.)
- Augustyn (XVI w.)
- Jan Trestkowski (XVI–XVII w.)
- Jan Kierzek (XVII w.)
- Mikołaj Gostinius[11] (1659-1662)
- Michał Hypszer (XIX w.)
- Arnold Marcinkowski
- Zbigniew Wroniewicz
- Franciszek Kowalczyk

## Strój

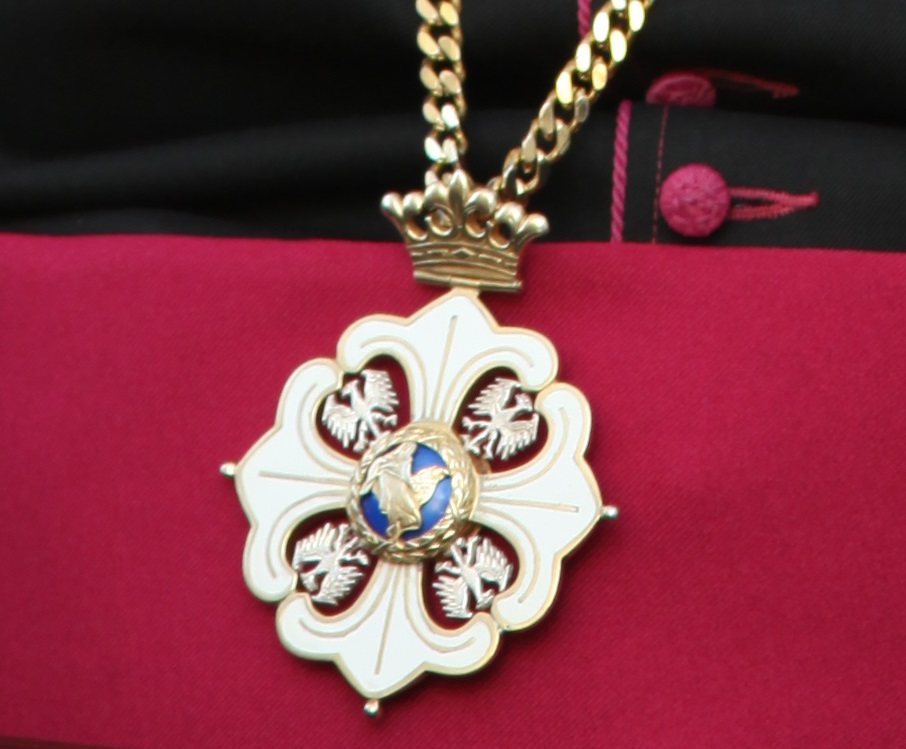
Dystynktorium Kapituły kolegiackiej w Środzie Wielkopolskiej

Od 1962 strój składał się z czarnej sutanny obszytej amarantową lamówką i guzikami w tym samym kolorze. Do tego czarny mantolet z amarantowymi wypustkami z przodu oraz przy otworach na ręce. Pas w kolorze amarantowym. Rokieta z amarantowym podbiciem Biret czarny z pomponem w kolorze amarantowym.
Kanonikowi przysługiwał pierścień oraz dystynktorium. Składa się ono z czterech białych emaliowanych lilii andegaweńskich oraz na przemian ułożonych czterech srebrnych orłów. Pośrodku na niebieskim tle otoczonym srebrnym wieńcem laurowym wyobrażenie Matki Bożej Wniebowziętej w formie z obrazu w główmy ołtarzu kolegiaty. Nad dystynktorium złota korona królewska w stylu gotyckim, pod którą przechodzi złoty łańcuch.
W 1997 w stroju zmieniono mantolet na fioletowy mucet.